# Rivula tanitalis
Rivula tanitalis is een vlinder uit de familie van de spinneruilen (Erebidae). De wetenschappelijke naam van de soort is voor het eerst geldig gepubliceerd in 1912 door Rebel.
Deze nachtvlinder komt voor in Europa.